# Пиляи
Пиляи (укр. Пиляї) — село в Шепетовском районе Хмельницкой области Украины.
Население по переписи 2001 года составляло 259 человек. Почтовый индекс — 30440. Телефонный код — 3840. Занимает площадь 0,112 км². Код КОАТУУ — 6825585103.

## Местный совет
30440, Хмельницкая обл., Шепетовский р-н, с. Мокиевцы, ул. Овчарука, 35